# Centrum Szkolenia WOP

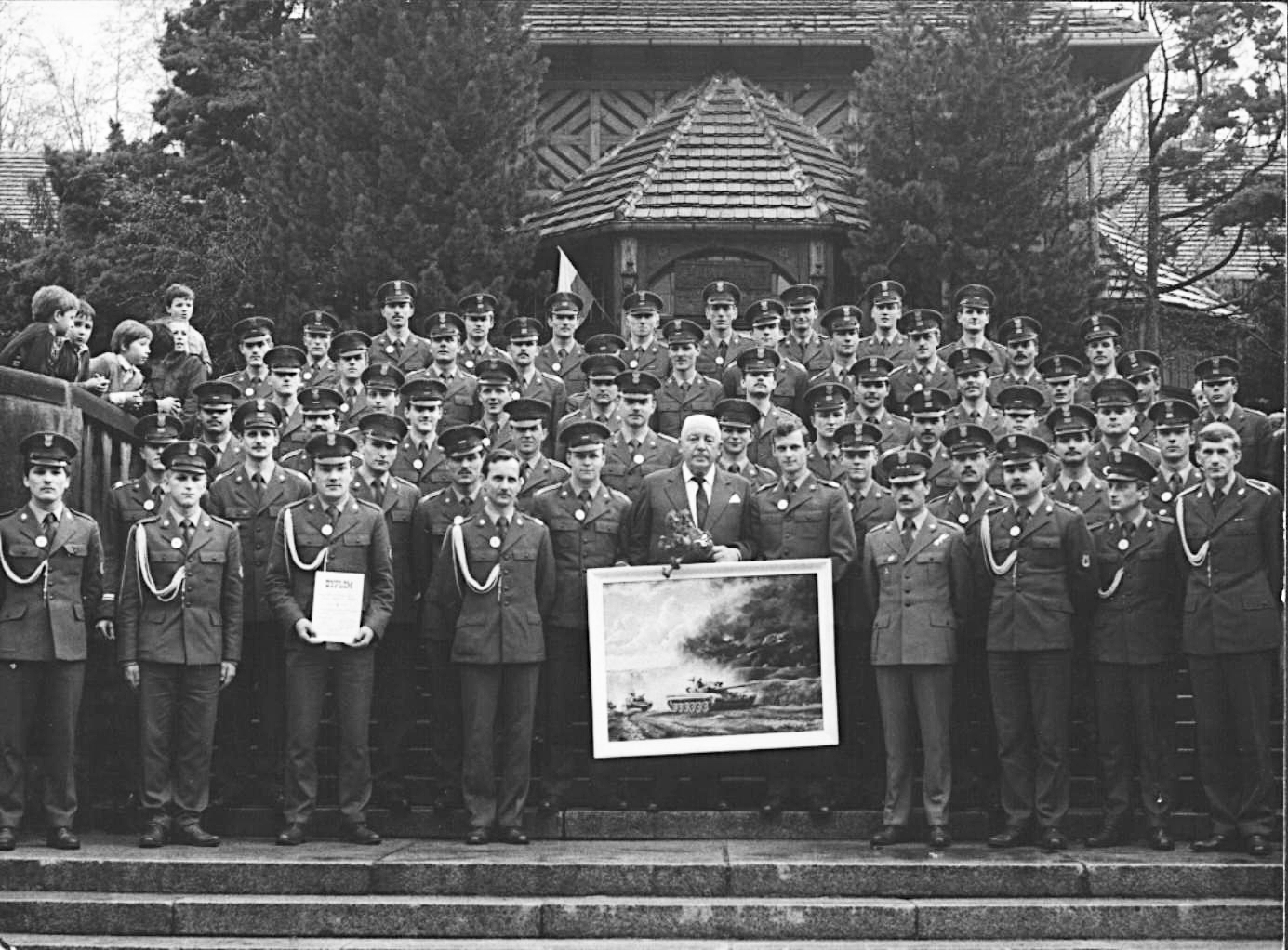
Chór Centrum Szkolenia WOP (kadeci Szkoły Chorążych WOP i podchorążowie Wyższej Szkoły Oficerskiej Wojsk Zmechanizowanych Filia w Kętrzynie) pod batutą W. Żuka, laureaci II nagrody – IV Ogólnopolski Przegląd Chórów Żołnierskich w Świeradowie-Zdroju (maj 1984)

Centrum Szkolenia WOP imienia kpt. Zbigniewa Plewy – zlikwidowana jednostka szkolna Wojsk Ochrony Pogranicza.

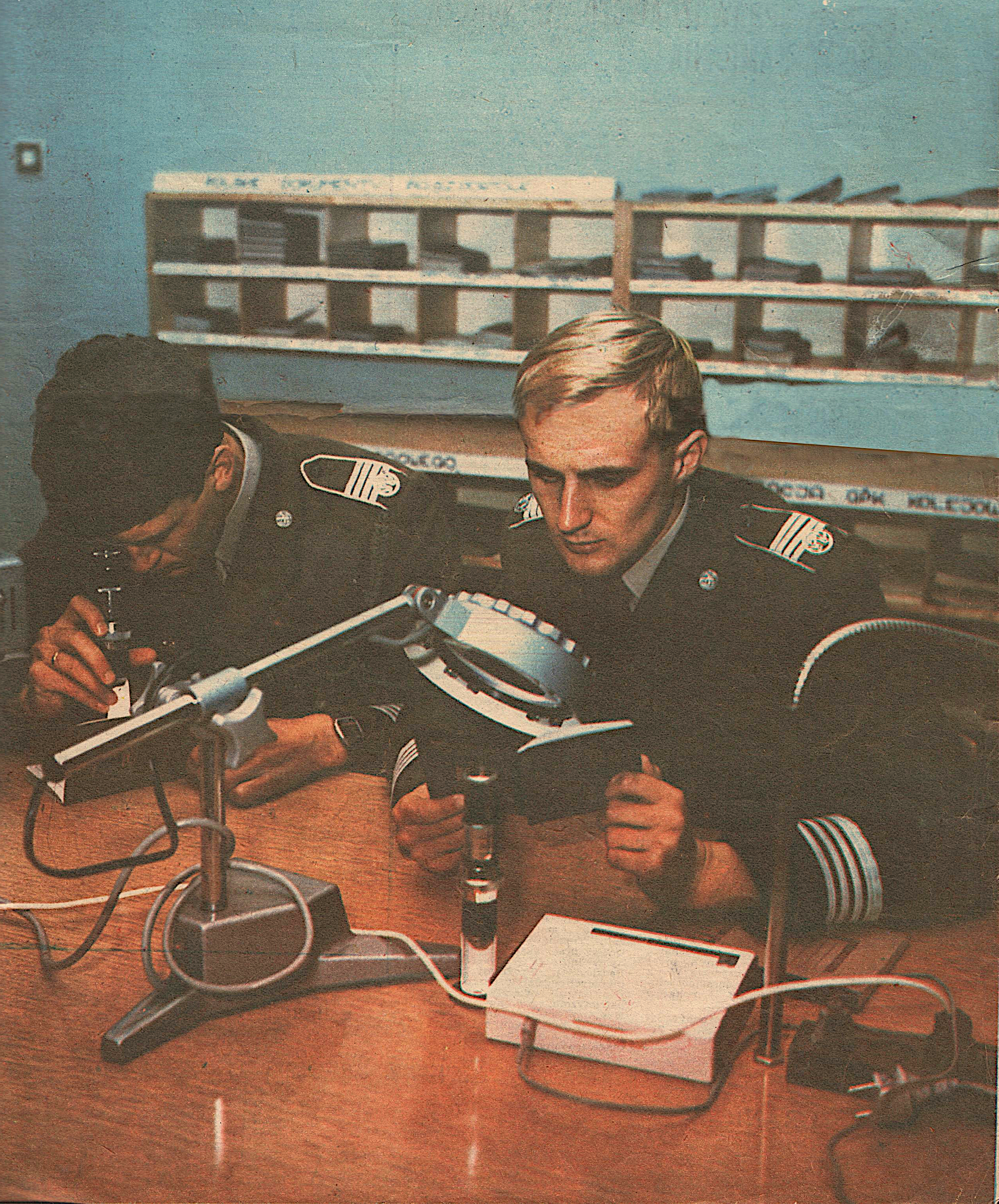
Podchorążowie IV roku 14. kpchor. WSOWZ Filia w Kętrzynie na zajęciach z kontroli ruchu granicznego, temat: Wykrywanie fałszerstw dokumentów (1985)

## Centrum Wyszkolenia Wojsk Ochrony Pogranicza
Na bazie rozformowanej Oficerskiej Szkoły Piechoty nr 3 w Inowrocławiu, 21 września 1946 sformowano w Ostródzie Centrum Wyszkolenia WOP JW 5216 (Rozkaz NDWP Nr 0210/Org. z 23 listopada 1946) o stanie etatowym 55 wojskowych.

### Struktura organizacyjna CW WOP
- Komenda i pododdziały obsługi[3]
- Wydział Wyszkolenia
- Wydział Polityczno-Wychowawczy.
- Oddziały Szkolenia:
  - Kurs oficerski
  - Batalion podoficerów zawodowych
  - Pluton kawalerii
- Kwatermistrzostwo.

W 1947 w skład centrum włączono Samodzielny Zakład Tresury Psów WOP z Rusowa).

## Centrum Wyszkolenia Ochrony Pogranicza
W 1948, na bazie Centrum Wyszkolenia WOP, sformowano w Kętrzynie Centrum Wyszkolenia Ochrony Pogranicza JW 5216 (Rozkaz NDWP Nr 0210/Org. z 23 listopada 1946) o stanie etatowym 219 wojskowych i 42 pracowników kontraktowych.
Pierwsi absolwenci opuścili mury centrum w lipcu 1947.

### Struktura organizacyjna CW OP
- Komenda i pododdziały obsługi[6]
- Wydział Wyszkolenia
- Wydział Polityczno-Wychowawczy
- Oddziały Szkolne:
  - Kurs doskonalenia oficerów
  - Batalion szkolenia podoficerów zawodowych
  - Kompania szkolna przewodników psów służbowych 
    - 2 plutony przewodników psów
    - pluton oficerów ds. psów służbowych

  - Pluton konny
- Stacja doświadczalna suk zarodowych
- Kwatermistrzostwo.

## Oficerska Szkoła Wojsk Ochrony Pogranicza
w 1949, na bazie Centrum Wyszkolenia Ochrony Pogranicza sformowano Oficerską Szkołę WOP JW 5216 (Rozkaz NDWP Nr 0210/Org. z 23 listopada 1946) o stanie etatowym 231 wojskowych stanu stałego i 546 wojskowych stanu zmiennego.

## Centralny Ośrodek Kształcenia Wojsk Wewnętrznych
W 1970, na bazie Oficerskiej Szkoły WOP sformowano Centralny Ośrodek Kształcenia Wojsk Wewnętrznych.

### Struktura organizacyjna COK WW
- Komenda ośrodka[8]
- Szkoła Chorążych WOP
- Szkoła Podoficerska WOP.

## Ośrodek Szkolenia Wojsk Ochrony Pogranicza

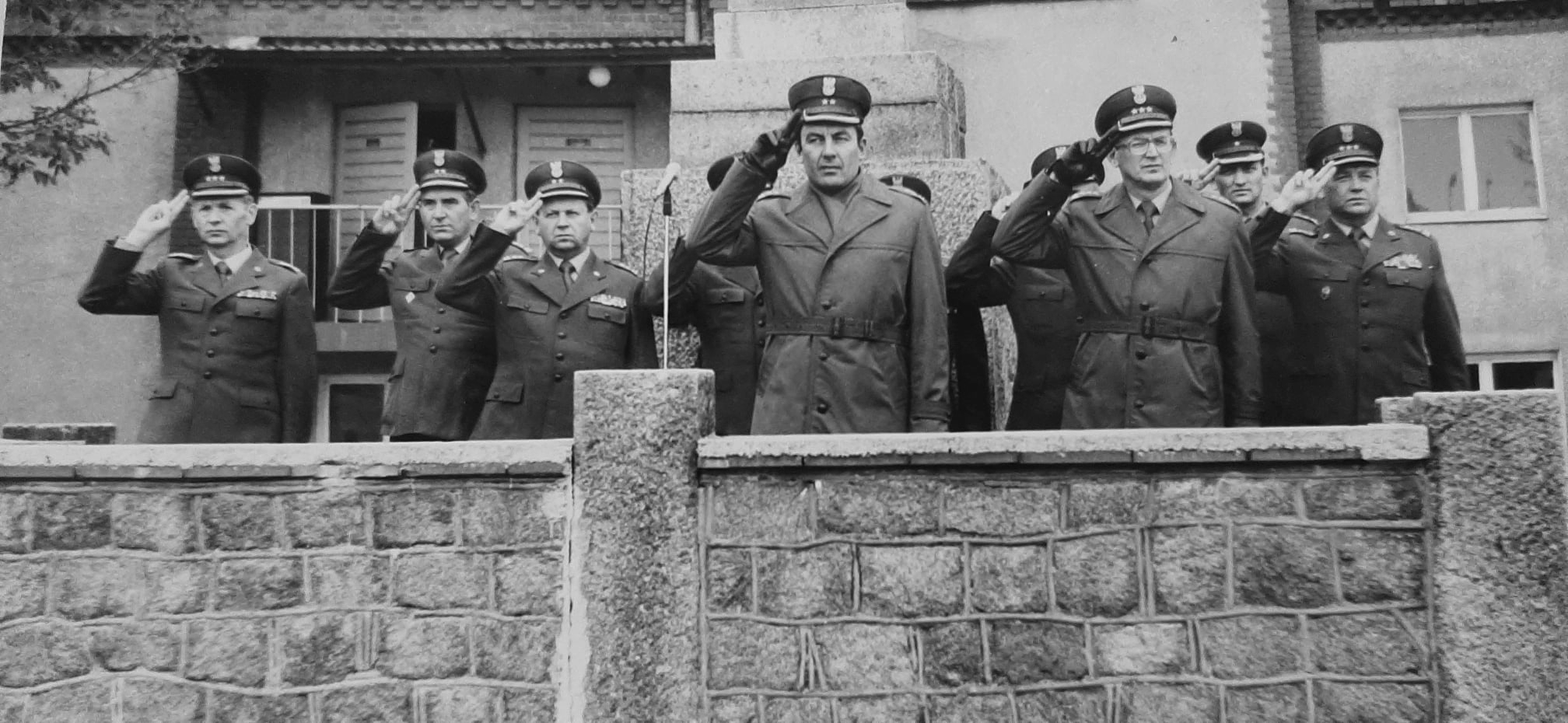
Komenda OS WOP oddająca honory pododdziałom podczas rozprowadzenia. Na pierwszym planie od lewej: 1. ppłk Ryszard Bartoszewicz (k-nt OS WOP), 2. płk Bogdan Mazurek (z-ca k-nta OS WOP ds. polit.). W drugim rzędzie od lewej: 3. ppłk Adam Gunia (1978)

W 1972, na bazie Centralnego Ośrodka Kształcenia Wojsk Wewnętrznych, sformowano Ośrodek Szkolenia WOP.

### Struktura organizacyjna OŚ WOP
- Komenda ośrodka[8]
- Szkoła Chorążych WOP
- Szkoła Podoficerska WOP
- Kursy III i IV rocznika Wyższej Szkoły Oficerskiej Wojsk Zmechanizowanych o profilu WOP.

## Centrum Szkolenia Wojsk Ochrony Pogranicza

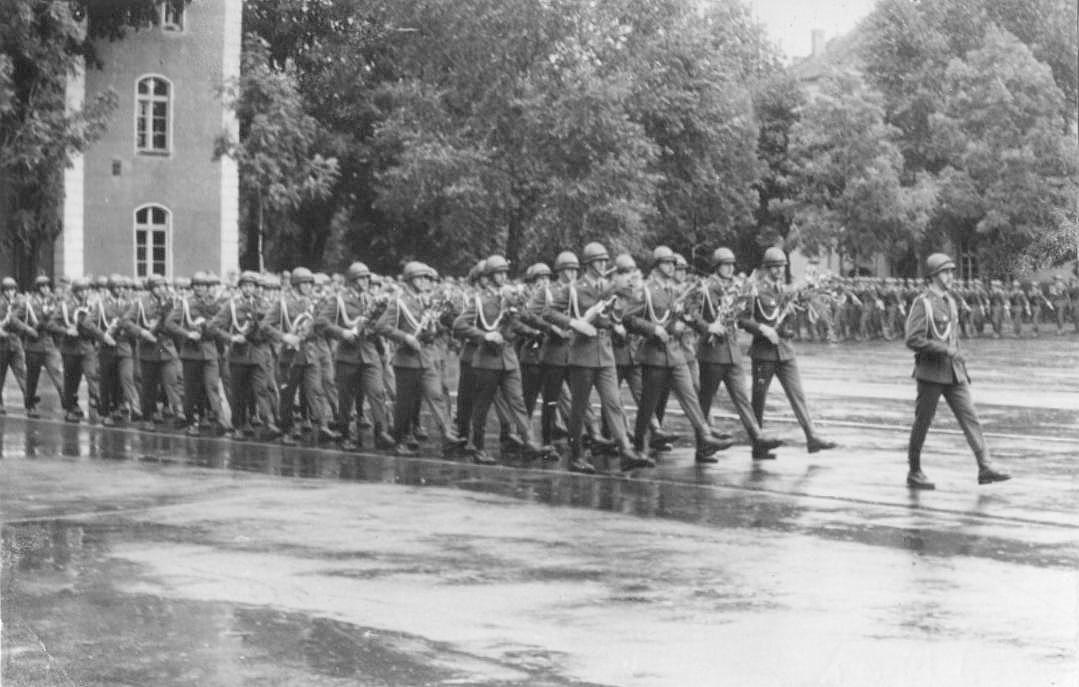
Defilada po promocji na pierwszy stopień oficerski podchorążych 14. kpchor. WSOWZmech Filia w Kętrzynie. Prowadzący kpt. Wiesław Adamczyk (sierpień 1986)

W 1980, na bazie Ośrodka Szkolenia WOP, sformowano Centrum Szkolenia WOP. 

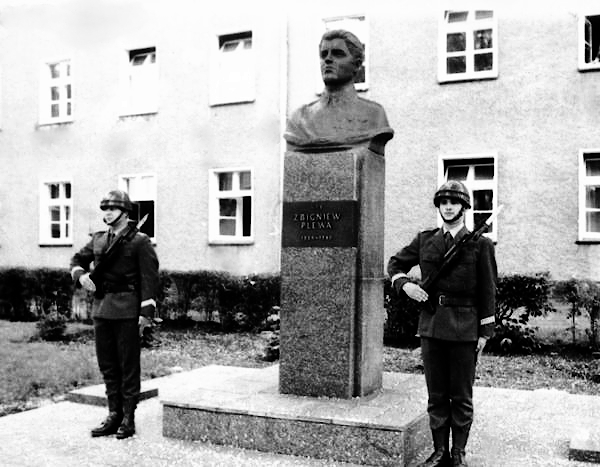
Kadeci Szkoły Chorążych WOP na posterunku honorowym przy pomniku kpt. Zbigniewa Plewy (lipiec 1989)

15 listopada 1986 Minister Spraw Wewnętrznych nadał centrum imię kpt. Zbigniewa Plewy. 
Zarządzeniem nr 012 Komendanta Głównego Straży Granicznej z 7 maja 1991 w sprawie rozwiązania jednostek WOP oraz utworzenia jednostek organizacyjnych Straży Granicznej Minister Spraw Wewnętrznych polecił z dniem 16 maja 1991 rozwiązać Centrum Szkolenia WOP w Kętrzynie istniejące według etatu nr 44/0115 o stanie osobowym na okres „W” 1315 żołnierzy i 61 pracowników cywilnych oraz na okres „P” 985 żołnierzy i 63 pracowników cywilnych. Na jej bazie powstało Centrum Szkolenia Straży Granicznej w Kętrzynie.

### Struktura organizacyjna CS WOP
- Komenda i pododdziały obsługi

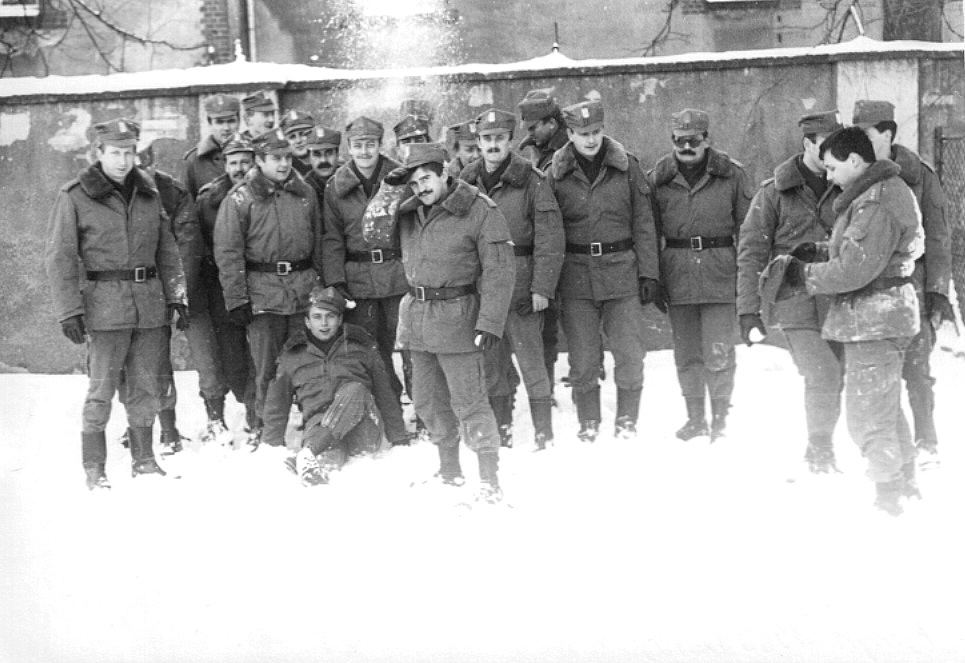
Słuchacze kursu przekwalifikowania kadry strażnic WOP (grudzień 1989)

- Filia Wyższej Szkoły Oficerskiej Wojsk Zmechanizowanych we Wrocławiu – profil WOP[k]
- Szkoła Chorążych WOP
- Szkoła Podoficerska WOP
- Kwatermistrzostwo.

## Komendanci centrum
- płk Witalis Kondratowicz[l] (20.10.1946[12]–30.01.1947)
- ppłk Wilhelm Kazimierz Weber (01.06.1947–23.12.1949)[13]

................. (patrz:  komendanci Szkoły Oficerskiej WOP)
- ppłk Zbigniew Furgała (18.09.1961–04.01.1967)[14]
- płk Jerzy Okrzeja p.o. (01.12.1966–06.08.1967)[15]
- płk Józef Sawczuk (16.06.1967–1972)[16]
- płk mgr Ryszard Majcher (06.05.1972–05.07.1978)[17]
- ppłk/płk dypl. Ryszard Bartoszewicz (1978[18]–31.08.1985)
- płk mgr Bogdan Mazurek[19][20] (był w 1985–18.08.1990)
- płk Marek Śmiałkowski.